# Florent Malouda
Florent Malouda (Cayenne, Frans-Guyana, 13 juni 1980) is een Franse voormalig voetballer die bij voorkeur als linksbuiten speelt. Malouda speelde tussen 2004 en 2012 in het Frans voetbalelftal.

## Clubcarrière
Malouda speelde 57 wedstrijden voor Châteauroux en 92 voor En Avant de Guingamp voor hij zich in 2003 aansloot bij Lyon. Dat verruilde hij op 9 juli 2007 weer voor Chelsea, dat €19.000.000,- voor hem betaalde. In zes seizoenen speelde Malouda 149 competitiewedstrijden voor The Blues, waarin hij 35 doelpunten maakte. Gedurende het seizoen 2012-2013 speelde Malouda geen minuut, waarop hij in de zomer van 2013 transfervrij naar Trabzonspor verkaste.
In mei 2011 werd Malouda een van de aandeelhouders van de voetbalclub Dijon FCO. Het was voor het eerst in Frankrijk dat een actieve voetballer aandeelhouder werd van een club.
FC Metz nam hem gedurende het seizoen 2014/15 over van Trabzonspor. Hij degradeerde met Metz uit de Ligue 1.

## Clubstatistieken
| Seizoen | Club              | Competitie              | Duels | Goals |
| ------- | ----------------- | ----------------------- | ----- | ----- |
| 1998/99 | LB Châteauroux    | Ligue 2                 | 0     | 0     |
| 1999/00 | LB Châteauroux    | Ligue 2                 | 28    | 2     |
| 2000/01 | EA Guingamp       | Ligue 2                 | 23    | 1     |
| 2001/02 | EA Guingamp       | Ligue 2                 | 31    | 4     |
| 2002/03 | EA Guingamp       | Ligue 1                 | 36    | 10    |
| 2003/04 | Olympique Lyon    | Ligue 1                 | 35    | 4     |
| 2004/05 | Olympique Lyon    | Ligue 1                 | 37    | 5     |
| 2005/06 | Olympique Lyon    | Ligue 1                 | 31    | 6     |
| 2006/07 | Olympique Lyon    | Ligue 1                 | 35    | 10    |
| 2007/08 | Chelsea           | Premier League          | 21    | 2     |
| 2008/09 | Chelsea           | Premier League          | 31    | 6     |
| 2009/10 | Chelsea           | Premier League          | 33    | 12    |
| 2010/11 | Chelsea           | Premier League          | 38    | 13    |
| 2011/12 | Chelsea           | Premier League          | 26    | 2     |
| 2012/13 | Chelsea           | Premier League          | 28    | 3     |
| 2013/14 | Trabzonspor       | Süper Lig               | 19    | 5     |
| 2014/15 | FC Metz           | Ligue 1                 | 28    | 3     |
| 2015    | Delhi Dynamos     | Indian Super League     | 16    | 0     |
| 2015/16 | → Wadi Degla      | Premier League (Egypte) | 8     | 0     |
| 2016    | Delhi Dynamos     | Indian Super League     | 16    | 3     |
| 2017/18 | Geen club         | –                       | –     | –     |
| 2017/18 | FC Differdange 03 | Nationaldivisioun       | 7     | 0     |
|         | Totaal            | -                       | -     |       |

## Interlandcarrière
Malouda debuteerde in 2004 in het Frans voetbalelftal. Hij was opgenomen in de WK-selectie voor het WK 2010, waarop hij het enige doelpunt voor Frankrijk maakte. Hij nam met Les Bleus eveneens deel aan het EK voetbal 2012 in Polen en Oekraïne, waar de ploeg van bondscoach Laurent Blanc in de kwartfinales werd uitgeschakeld door titelverdediger Spanje: 2-0.
Vanaf 2017 ging Malouda voor het Frans-Guyaans voetbalelftal spelen. Met Frans-Guyana nam hij deel aan de CONCACAF Gold Cup 2017, al was hij nog niet speelgerechtigd. Frans-Guyana werd hiervoor bestraft met een reglementaire 3-0 nederlaag tegen Honduras. Deze wedstrijd was overigens op 18 juli 2017 in 0-0 geëindigd.

## Erelijst

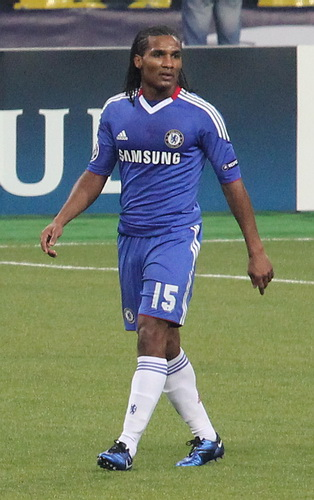
Malouda in actie voor Chelsea in het Champions League duel tegen Spartak Moskou

Lyon
- Kampioen Ligue 1

2003/04, 2004/05, ,2005/06, 2006/07
- Trophée des Champions

2003, 2004, 2005
 Chelsea
- UEFA Champions League

2011/12
- Kampioen Premier League

2009/10
- FA Cup

2008/09, 2009/10, 2011/12
- FA Community Shield

2009